# Lista de governantes da Armênia
Esta é uma lista dos governantes da Armênia, um antiga província do Império Aquemênida e depois reino na Anatólia e no Cáucaso.

## Sátrapas da Armênia

### Hidárnidas
- Hidarnes I (final do século VI a.C.)
- Hidarnes II (início do século V a.C.)
- Hidarnes III (meados do século V a.C.)
- Teritucmes (século V a.C.)
- Artasiro (século V a.C.)

### Orôntidas
- Orontes I (r. 401–344 a.C.)
- Dario III (r. 344–336 a.C.) (aquemênida)
- Orontes II (r. 336–331 a.C.)
- Mitranes I (r. 331–antes de 317 a.C.)

## Reino da Armênia (Antiguidade)

### Dinastia orôntida

#### Lendários
- Orontes I, o Vida Curta
- Tigranes
- Vaagênio

#### Históricos
- Orontes III (Antes de 317–ca. 260 a.C.)
- Samo I (ca. 260 a.C.)
- Arsames I (r. após 260–após 228 a.C.)
- Xerxes (r. após 228–ca. 212 a.C.)
- Abdissares (212 a.C.)
- Orontes IV (r. 212–200 a.C.)

### Dinastia artaxíada
- Artaxias I (189-160 a.C.)
- Artavasdes I da Arménia (160-115 a.C.)
- Tigranes I (115-95 a.C.)
- Tigranes II o Grande (95-55 a.C.)
- Artavasdes (II) (55-34 a.C.)
- Alexandre Hélio (não-dinástico)
- Artaxias II (34-20 a.C.)
- Tigranes III (20-8 a.C.)
- Tigranes IV
- Artavasdes II (5-2 a.C.)
- Erato da Arménia (2-12 a.C.)
- Ariobarzanes II de Atropatene (não-dinástico)
- Artavasdes III (não-dinástico)
- Tigranes V (não-dinástico)

### Governantes romanos e partas
- Ariobarzanes de Atropatene 1  a.C. - 2 d.C. (protetorado romano)
- Artavasdes IV (filho) 2-11 d.C.
- Vonones I da Pártia (antes rei da Pártia) 15-16 (protetorado romano)
- interregno romano, 16-18 (Vonones como rei nominal)
- Artaxias III 18-34 (protetorado romano)
- Ársaces I da Armênia (filho de Artabano II) 34-35 (protetorado parta)
- Orodes da Armênia (pretendente, filho de Artabano II) 35
- Mitrídates da Arménia 35-37 (protetorado romano)
- Orodes da Armênia (agora como rei) 37-42 (protetorado parta)
- Mitrídates da Arménia (segunda vez) 42-51 (protetorado parta)
- Radamisto 51-53 (protetorado romano)
- Tirídates I da Arménia (filho de Vologases I) 53 (protetorado romano)
- Radamisto (segunda vez) 53-54 (protetorado romano)

### Dinastia arsácida
as datas antes de Vologases II são aproximadas e ainda postas em dúvida.
- Tirídates I da Arménia (segunda vez) 54-56 e de 58 a 59.
- ocupação romana 58-59
- Tigranes VI da Armênia 59-62 (protetorado romano)
- Tirídates I da Arménia 62-72 (protetorado parta 62-63; protetorado romano 63-72)
- Sanatruces I 75-110 ?
- Axídares (filho de Pácoro II) 110 (protetorado romano)
- Partamásiris (irmão de Axidares) ?-114 (protetorado parta)
- província romana 114 - 118
- Vologases I (da dinastia arsácida parta) 118-140 (protetorado romano)
- Aurélio Pácoro ?-140/44
- Soemo da Armênia c. 140/144-161
- Sanatruces II 164–180
- Vologases II 180–191
- Cosroes I (filho) 191–?
- à Pérsia 238-252
- Artavasdes V 252-283 (protetorado parta)
- Tirídates III 283-330 (protetorado romano)
- Cosroes III "o Pequeno" 330-339
- Tigranes VII (filho) 339-c.350
- Ársaces II da Armênia (filho) c. 350-368
- ocupação persa 368-370
- Papa da Arménia (filho de Ársaces II) 370-374
- Varasdates (neto de Tigranes VII) 374-378
- rainha Zarmanducte (viúva de Papa) 378-379
- governo provisório de Manuel Mamicônio (sparapit) 378-379
- a Pérsia 379
- governo conjunto do marzobã (governador persa), da rainha Zarmanducte, e de Manuel Mamicônio, 379-c. 380
- governo conjunto de Zarmanducte e Manuel Mamicônio c. 380-384
- Ársaces III da Armênia (filho de Zarmanducte) 384-389 (casou-se com Vardanducte, filha de Manuel Mamicônio)
- Vologases III (associado) 384-386  (casou-se com a filha de Isaque Bagratúnio)
- Cosroes IV (de família arsácida) 387–389
- Vararanes Sapor 392-414 (irmão de Cosroes IV) 389-414
- Sapor (também pretendente ao trono persa sassânida) 415-420
- Interregno (420–423)
- Artaxias IV (filho de Vararanes Sapor) 423-428

### Príncipes da Armênia
- Teodoro Restúnio (643–645)
- Basterotes II Bagratúnio 645
- Teodoro Restúnio (segunda vez) (646–654)
- Musel IV Mamicônio 654
- Teodoro Restúnio (terceira vez) (654–655)
- Amazaspes IV Mamicônio (655–661)
- Gregório I Mamicônio (662–685)
- Asócio II Bagratúnio (685–688)
- Narses V Camsaracano (688–691)
- Simbácio II Bagratúnio (691–711)
- Abedalá ibne Hatim Albaili
- Artavasdes Camsaracano (726–732)
- Asócio III Bagratúnio o cego (732–745)
- Gregório II Mamicônio (745–746)
- Asócio III Bagratúnio o cego (segunda vez) (746–748)
- Gregório II Mamicônio (segunda vez) (748)
- Musel VI Mamicônio (748–753)
- ocupação árabe, (753–755)
- Isaque III Bagratúnio (755–761)
- Simbácio VII Bagratúnio (761–772)
- trono vago 772-781
- Tazates (781/782–784/785)
- trono vago 785-806

### Dinastia Bagratúnio
- Asócio I da Arménia, o Grande, 885-890
- Simbácio I da Arménia, o Mártir, 890-914
- Asócio II da Arménia o de Ferro, 914-928
- Abas I da Arménia, 928-952
- Asócio III da Arménia, o Piedoso, 952-977
- Simbácio II da Arménia, o Conquistador, 977-989
- Cacício I da Arménia, 989-1020
- João-Simbácio III da Armênia - (Hovhannes) Simbácio III (XI) (filho), 1020-1040
- Asócio IV da Arménia, o Valente, 1021-1039
- Cacício II da Arménia, 1042-1045 , f. c. 1079

## Pretendentes ao trono da Arménia
- 1393-1398 - Tiago I do Chipre, primo de Leão VI.
- 1398-1432 - Januário do Chipre
- 1432-1458 - João II de Chipre
- 1458-1464 - Carlota de Chipre

Carlota foi deposta do Chipre em 1464. Quando morreu em 1485, o seu título arménio passou para os descendentes da Casa de Saboia.